# Districte d'Ajmer
El districte d'Ajmer és una divisió administrativa de Rajasthan, Índia, amb capital a la ciutat d'Ajmer. La superfície és de 8.481 km² i la població de 2.180.526 habitants (2001).
El formen quatre subdivisions:
- Ajmer
- Beawar.
- Kekri.
- Kishangarh.

I 6 tehsils: 
- Ajmer.
- Beawar.
- Nasirabad.
- Kekri.
- Kishangarh.
- Sarwar.